# Anandra laterialba
Anandra laterialba là một loài bọ cánh cứng trong họ Cerambycidae.